# Тиміш Цицюра
Тимофій Ярмолович Цицюра (більш відомий як Тиміш Цицюра або Цецюра, Цюцюра]; до 1630 — після травня 1671) — військовий і державний діяч Гетьманщини XVII століття, покозачений шляхтич. Переяславський полковник у 1658—1660 роках. Учасник кількох воєн проти Речі Посполитої та Московського царства. Учасник Конотопської битви. У Чуднівській кампанії командував Переяславським, Ніжинським, Полтавським, Миргородським, Чернігівським, та Лохвицьким полками як наказний гетьман. Після розгрому у битві під Чудновом потрапив у польський полон, а по поверненню з нього — був засланий московським урядом до Сибіру.

## Біографія
Дата та місце народження Тимофія Ярмоловича Цицюри невідомо. Ймовірно він народився до 1630 року. Походив з шляхетської родини. Розпочав службу з 1648 року у часи Хмельниччина. За деякими даними був особистим радником Богдана Хмельницького.

### На стороні Виговського (1657—1659)

#### Повстання Пушкаря
По смерті Богдана Хмельницького почався період «Руїни». Іван Виговський на старшинській раді обрався наказним гетьманом, що деякі історики козацтва (наприклад Володимир Кривошея) розглядають як державний переворот проти наступника Богдана, його сина Юрія. Перший час Тиміш Цицюра не виступав проти Виговського.
Так, наприклад, під час повстання Пушкаря та Барабаша він взяв участь у його придушенні. Допоміг гетьману у березні 1658 року розбити загін Мартина Пушкаря під Диканькою, в травні — перемогти під Полтавою.
В той же час Цицюра виконував дипломатичні доручення Виговського. Напередодні підписання нового договору з Річчю Посполитою він, наприклад, зустрічався з московським посланцем Кікіним.

#### Московсько-українська війна
Після придушення повстання Виговському довелося круто змінити зовнішню політику держави. Оскільки, фактично, Березневі статті Богдана Хмельницького перестали діяти, 6 (16) вересня 1658 року Виговський з Річчю Посполитою уклали Гадяцький договір. На його підставі Україна (під назвою «Велике князівство Руське») мала дістати ті ж права, що й Велике князівство Литовське чи Корона Королівства Польського, і приєднатися до Речі Посполитої як рівноправний член конфедерації («Речі Посполитої Трьох Народів»). Однак угода залишилася лише на папері оскільки проти неї виступила і частина шляхи, що не ратифікувала у Сеймі його головні положення, і частина козацтва, що почала війну проти гетьмана. Московія ж, після поразки підтриманого нею повстання Пушкаря та Барабаша, почала московсько-українську війну 1658—1659 років, яка згодом переросла у громадянську війну на Гетьманщині. З початком московсько-української війни Цицюра виступив проти Московії.
Десь у вересні 1658 року переяславського полковника Стефана Чючара змінив сотник бориспільський Тиміш Цицюра. Серед наказних полковників за Цицюри відомий Богдан Калющенко (у 1659 році).
В той же час Московія, в особі князя Григорія Ромодановського, проголосила Івана Безпалого гетьманом Війська Запорозького (він іменувався гетьманом до царського указу). У наприкінці жовтня 1658 року Ромодановський перейшов у наступ та на початку листопада вступив на територію України. На бік московитів перейшла частина опозиції Виговського, чимало лівобережних старшин виявляли хитання. За таких обставин наказний гетьман Григорій Гуляницький намагався організувати відсіч агресії. В листі від 10 (20) листопада до наказного ніжинського полковника, Григорія Кобилецького, він підкреслював, шо московити «вогнем і мечем» розорюють міста та села. Гуляницький наказав організувати захист Ніжина. Все ж зупинити просування ворожої армії не вдалося і після невдалого бою під Пирятином він з козаками Ніжинського, Чернігівського й Прилуцького полків залишився у Варві. Після цього почалась облога містечка.
На допомогу Гуляницькому були відправлені сили Канівського, Черкаського, Чигиринського та Корсунського полків під керівництвом переяславського полковника Тиміша Цицюри, наказного гетьмана Івана Скоробагатька та генерального писаря Івана Груші, а також підрозділів татар, сербів та молдаван. Після жорстоких боїв 9 (19) грудня до Ромодановського прибув Цицюра й повідомив про готовність принести присягу цареві, якщо князь зніме облогу Варви та відійде до іншого міста, щоб дочекатися вказівки московського уряду. Князь прийняв цю пропозицію, і наказний гетьман із старшинами присягнули на вірність Московії. Після чого Ромодановський подався до Лохвиці. Облогу Барви було знято. В бою з військами князя Ромадановського під Лохвицею переяславці понесли значні втрати. Однак, це дало можливість скувати московське військо і не дати йому просунутися далі.
В нагороду за свої бойові заслуги Тиміш Цицюра був прийнятий на сеймі Речі Посполитої 1659 року та отримав шляхетські права: «лицарська відвага, гідна поваги і справедливої винагороди, допущена до благородної клейноди в цій Речі Посполитій і всіх вольностях».
Вже влітку 1659 року Цицюра допоміг розгромити загони московських князів Григорія Ромодановського й Олексія Трубецького у битві під Конотопом. Продовжуючи бойові дії, у липні Виговський підійшов до Ромен де йому здався сотник Кіндрат Войтенко з сотнянами. Добровільно здався також Костянтинів, виговці оволоділи Лохвицею, взяли в облогу Гадяч. Там миргородський полковник, Павло Апостол, мав 4500 козаків і 900 міщан. Виговський привів туди 6000 козаків (переяславців під проводом Цицюри, Миргородський полк на чолі з Григорієм Лісницьким і Прилуцький на чолі з Петром Дорошенком), а також 10 корогв польських найманців. 12 (22) серпня 1659 року Виговський зняв облогу Гадяча і повернувся до Чигирина, «це означало, що втрачено владу над Лівобережжям».

### На стороні Хмельницького (1659—1660)
На думку російської дослідниці Руїни, Тетяни Таїрової-Яковлевої, в українському старшинському політикумі станом на початок осені 1659 року сформувалося три сили: Виговський і його соратники (здебільшого, з правого берега Дніпра); полковник Цицюра, якого підтримувала частина лівобережного козацтва; та Іван Безпалий, що був провідником повстанців Пушкаря та Барабаша. При чому останні дві сили претендували на гетьманську булаву Виговського, спираючись на московських воєвод. Однак, на відміну від Безпалого, що був разом з московськими військами, Цицюра мав набагато більше шансів і в подальшому допоміг московитам отримати майже все Лівобережжя.
Постійна зміна керівництва, яка відбувалася у Переяславському полку (за два роки змінилося чотири полковники (Павло Тетеря, Іван Сулима, Іван Колюбака, Стефан Чючар, при тому, що Сулиму та Колюбаку Виговський стратив) підготувала сприятливий грунт для антигетьманських настроїв, чим і скористався Цицюра. Він звинуватив Виговського у «испустошеньи земли … от орды и от ляхов» і підняв антигетьманське повстання, «оковав, держит у себя в Переясловле…» генерального суддю Федора Лободу, а після — послав до московського воєводи Василя Шереметєва майора Яна Замуру, який очолював польських драгун, перебитих у місті. Пізніше, у вересні того ж, 1659 року, Цицюра захопив бунчужного гетьмана Виговського Дмитра (Митка) Мигая і прислав його з бунчуком до київського воєводи Шереметєва.
Уже 30 серпня (9 вересня) 1659 року воєвода Шереметєв мав інформацію, що частина полковників виступили проти Виговського, в тому числі і Цицюра. 3 (13) вересня ніжинський полковник Василь Золотаренко послав листи до воєвод, а 13 (23) вересня склав присягу князю Трубецькому. Вже наступного дня Тиміш Цицюра направив листа Юрію Хмельницькому: «я с своим полком, але и иншие полки, которие все на сем боку Днепра до мене пристали». Врешті-решт проти Виговського виступив не лише Переяславський полк, а й Ніжинський (під проводом Василя Золотаренка), Чернігівський, частина Корсунського, Запорозька Січ (під проводом Івана Сірка), Іван Богун тощо. Опозиція, очолювана Богуном, Сірком і Цицюрою, оголосила гетьманом Юрія Хмельницького на противагу Виговському. Зрештою Виговський, втративши останні надії на перемогу, склав булаву.
23—24 вересня (3—4 жовтня) 1659 року гетьманом був обраний Юрій Хмельницький. У виборах Юрія на гетьманство брали участь сім правобережних полків, а з Лівобережжя лише Переяславський Цицюри.

#### Битва під Чудновом
На початку Чуднівської кампанії 1660 року лівобережні Переяславський, Ніжинський, Полтавський, Миргородський, Чернігівський, Лохвицький полки входили до складу армії воєводи, Василя Шереметьєва, і всіма командував наказний гетьман Тиміш Цицюра. У підготовчий період походу Цицюра був одним з довірених радників Шереметьєва, а також членом військової ради і разом з московським командуванням готував план військових дій. Він був прихильником наступальних дій і на одній із військових рад у Василькові зміг відстояти власну концепцію.
У битві під Чудновом командував однією з 4-х дивізій (6 полків вершників, загалом близько 20 тисяч козаків). Татари завдали важкої поразки авангарду козаків під Любарем, але все ж вони відіграли видатну роль у битві під Чудновом. В результаті битви війська, якими командував Цицюра були розбиті. В тому числі і Переяславський полк, основна частина його старшин потрапила у полон.

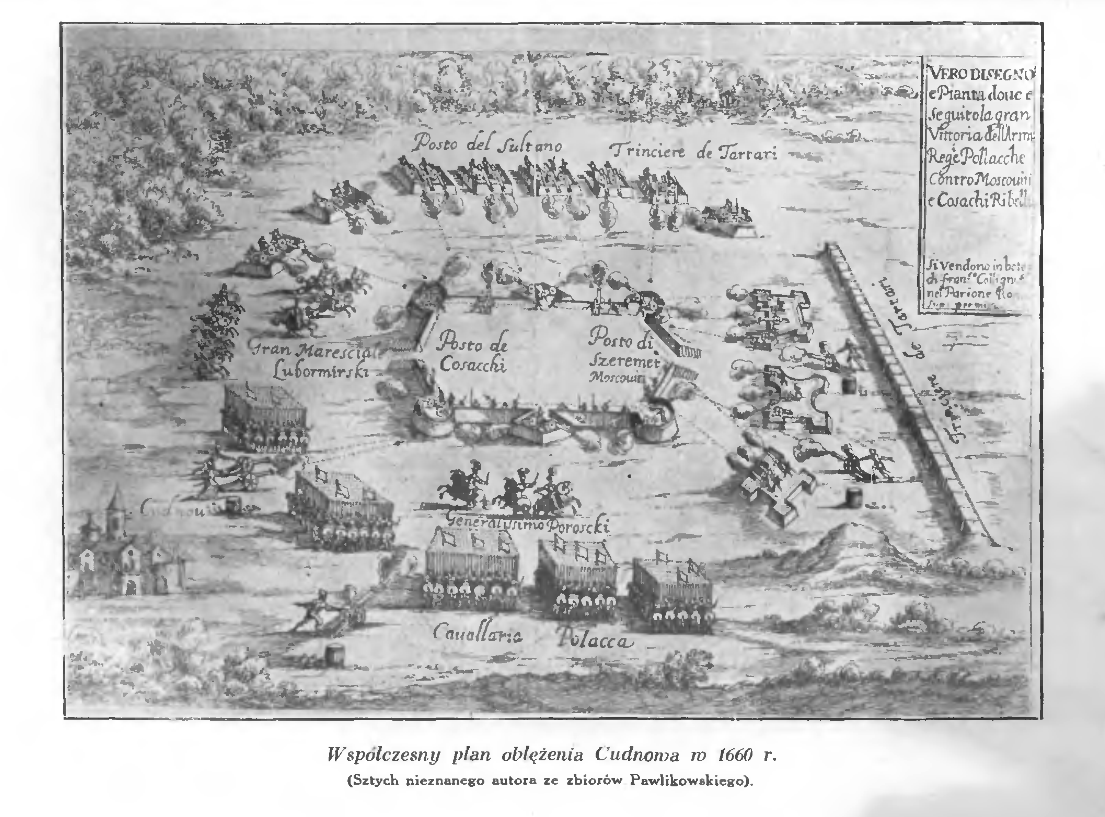
Облога табору Шереметєва і Цицюри польськими військами

### Подальша доля
Існує дві версії того, що сталося з Тимішем Цицюрою після битви під Чудновом і поразкою військ Шереметьєва.
За версією радянського історика Миколи Петровського після поразки Цицюра покинув його і з двома тисячами козаків приєднався до Юрія Хмельницького та поляків. Однак, поляки його вивезли до Кракова де тримали впродовж 1661—1662 років. Цієї ж версії притримується польський історик Євгеніуш Латач. У результаті, 17 (27) жовтня 1660 року, Хмельницький підписав Слободищенський (Чуднівський) трактат з Річчю Посполитою, який, фактично, був урізаним варіантом Гадяцького договору Виговського. За цим документом скасовувалися Переяславські статті, а Гетьманщина ставала частиною Речі Посполитої. Тож, за версією Латача, Цицюра після підписання угоди був змушений пробиватися крізь нападаючих на нього татар, зміг потрапити до польського табору з частиною своїх козаків. Звинувачений у погано організованому виїзді з московського табору, був заарештований і відправлений до Кракова. Хоча там, на початку 1661 року, він отримав за заступництво гетьмана і «прощення вини» від короля, Яна II Казимира. Після — у листопаді 1661 року, брав участь у поході Хмельницького на Лівобережжя і був заскочений з невеликим загоном козаків вояками Ромодановського Ірклеєві та заарештований за зраду.
Український історик Володимир Кривошея зазначає, що поляки «тилко Цюцюру, до себе взявши, вязенем его у Дубине мучили, а тим на Вкраину з Дубня утек». 19 (29) березня 1662 року він з'явився в Переяславі, заявивши, що «сидел в Дубнах в тюрьме, и ис тюрьмы будто ушел». Хоча після появи у Переяславі, і за версією Кривошеї, Цицюра був заарештований московськими урядовцями.
Цицюру відвезли до в'язниці у Москву, і звідти не могли визволити його ані наступний переяславський полковник Яким Сомко (наказний гетьман Війська Запорозького), ані інші впливові діячі. Заслання відбував у сибірському Томську, де перебував 1667 року разом з Михайлом Вуяхевичем.
Були чутки про його жорстоку смерть у 1662 році. Був живим 1669 року. Ще в травні 1671 року старшинська рада просила про його звільнення разом з Яковом Шаблинським переяславським. Однак, повернути Тиміша Цицюру так і не вдалося.

## Оцінки

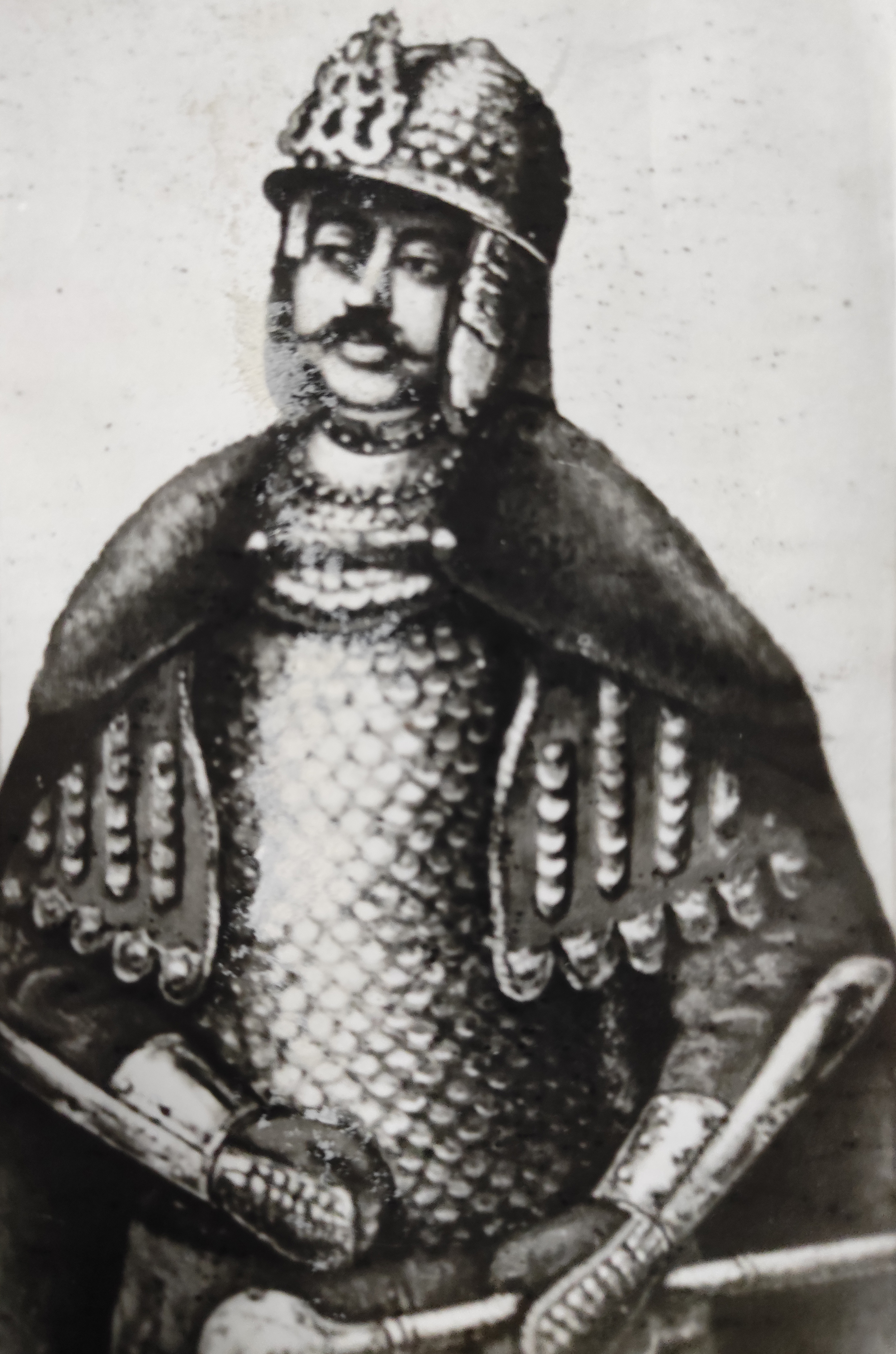
Фотокопія портрету Цицюри в обладунках і з булавою. Автор невідомий. Експозиція Центральний музей Збройних сил, Москва, Росія

Цицюра вважається представником «промосковського» козацтва у перші роки «Руїни». Дії Тиміша по відношенню до Виговського у середині 1659 року оцінюються як «зрада», «заколот» або ж, навіть, «колабораціонізм». В деяких джерелах виступ Цицюри проти гетьмана пояснюється бажанням отримати гетьманську булаву. Окрім того, вважається, що своєю поведінкою Цицюра допоміг Московії домогтися поступок Юрія Хмельницького при укладанні Переяславських статей 1659 року.
Польський історик козацьких війн XVII століття, Євгеніуш Латач, у 1938 році описував Цицюру як «неспокійного безбожника», «неписьменного» і в той же час радником Богдана Хмельницького та московського воєводи Василя Шереметєва. Він акцентує увагу на зв'язках Цицюри з Москвою. Зокрема в тому, що після виступу Тиміша проти Виговського і, нібито, «побиття польських вояків у Ніжині» перший отримав жалування, а також кільки десятків соболів і кількох сотень рублів від царського уряду. Латач також стверджував, що саме Цицюра намагався схилити Юрія Хмельницького на бік Московського царства, якому був вірний сам.

## Родина та особисте життя
Відомо, що Тиміш Цицюра походив з шляхетської родини. 1659 року за свої бойові заслуги Тиміш Цицюра отримав шляхетські права: «лицарська відвага, гідна поваги і справедливої винагороди, допущена до благородної клейноди в цій Речі Посполитій і всіх вольностях».
Також відомо про шваґра Цицюри, Молновецького, якому за поданням Тиміша московський цар, Олексій Михайлович, підписав жаловану грамоту на село Заворичі.

### Приватна власність
В Москві «бил челом о маетностях воры и изменика Ивашки Нечая». Проте сталося інакше. В той час, коли ніжинський полковник Золотаренко отримав Гомель, прохання Цицюри цар проігнорував. 12 (22) квітня 1660 року він отримав царську грамоту лише на хутір Липецький під Києвом, який належав переяславському війту Андрію. Ще більше розлютило переяславського полковника те, що маєтності були надані і ніжинському протопіпу Максиму Филимоновичу, «а я де при них оскорблен».

### Енциклопедії
- А. Ж. Цюцюра (Цицюра, Цецюра) Тиміш // Енциклопедія українознавства : Словникова частина : [в 11 т.] / Наукове товариство імені Шевченка ; гол. ред. проф., д-р Володимир Кубійович. — Париж — Нью-Йорк : Молоде життя, 1984. — Кн. 2, [т. 10] : Хмельницький Борис — Яцків. — С. 3690. — ISBN 5-7707-4049-3.
- Eugeniusz Latacz. Cieciura Tymofiej († po 1669) // Polski Słownik Biograficzny. — Kraków, 1938. — Т. IV, zeszyt 16. — С. 40-41. (пол.)

## Додаткова література
- Горобець В. М. Цицюра Тимофій // Енциклопедія історії України : у 10 т. / редкол.: В. А. Смолій (голова) та ін. ; Інститут історії України НАН України. — К. : Наукова думка, 2013. — Т. 10 : Т — Я. — С. 481. — ISBN 978-966-00-1359-9.
- Цицюра (Цюцюра, Цецюра) Тимофій // Україна в міжнародних відносинах. Енциклопедичний словник-довідник. Випуск 6. Біографічна частина: Н–Я / Відп. ред. М. М. Варварцев. — К.: Ін-т історії України НАН України, 2016. — с.300-302
- Мицик Ю. А. Праця М. Н. Петровського "Тиміш Цицюра" в контексті козакознавчих студій 1920-х рр. // Козацька спадщина. — 2008. — Вип. 4. — С. 8-29.
- Мацьков О. В. Проблема чисельності армії Т. Цицюри у Чуднівській кампанії 1660 року // Вісник Кам'янець-Подільського національного університету ім. Івана Огієнка. Історичні науки. — 2017. — Вип. 10. — С. 146-155.
- Яковлева Т. Руїна Гетьманщини: Від Переяславської ради—2 до Андрусівської угоди (1659–1667 рр.) / Пер. з рос. Л. Білик. — К. : Вид-во Соломії Павличко «Основи», 2003. — 644 с. — ISBN 966-500-099-3.